# ポール・ワイス

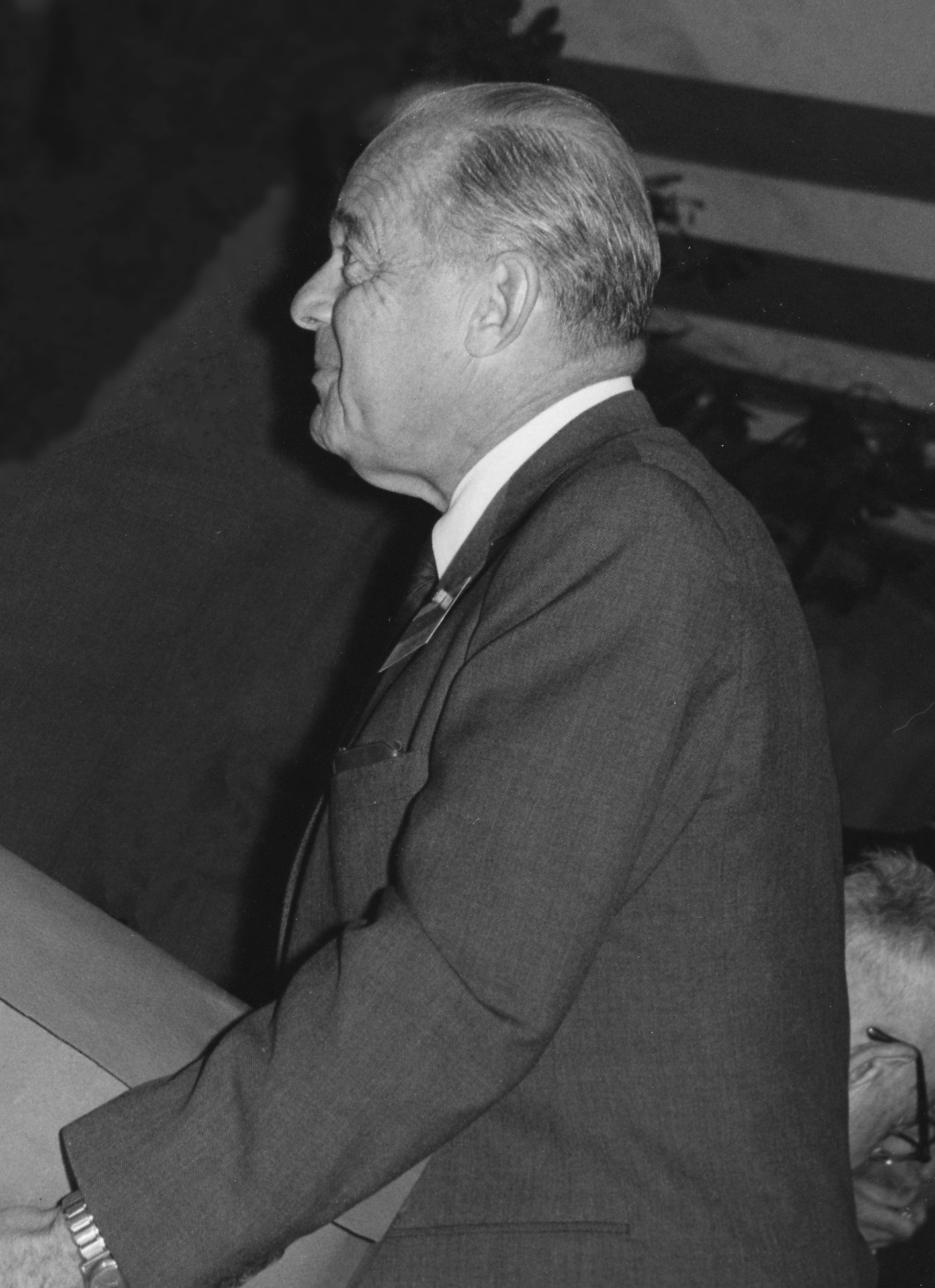
Weiss in 1963

ポール・アルフレッド・ワイス (Paul Alfred Weiss, 1898年3月21日 – 1989年9月8日) は、形態形成、生物学的発達、細胞分化、神経科学の分野を専門としたオーストリア生まれのアメリカ人生物学者である。ドイツ語読みではパウル・アルフレート・ヴァイスとの表記になる。
教師として、実験者として、理論家として、異なる分野の専門家と交流し見識を分かち合うための働きかけに努め、その長いキャリアの中で科学に対し恒常的な貢献をした。

## 経歴
オーストリアのウィーンにて、実業家カール・ヴァイス (Carl S. Weiss) とその妻ロザリー (Rosalie Kohn Weiss) の息子として生まれた。彼の一家の文化的関心は、科学ではなく音楽や詩や哲学に向けられており、ワイス自身もヴァイオリニストであったが、叔父によって科学への興味を掻き立てられたのをきっかけとして、科学者への道を歩み始めることになった。1916年に学士号を取得するとともにオーストリア陸軍に入隊し、砲兵隊の将校として3年間第一次世界大戦に従軍した。
第一次世界大戦終了後、ウィーン工科大学で機械工学の研究を始めた。その後すぐに、興味が生物学へと移ったことから物理学は副専攻とした。ワイスは、エドマンド・ウィルソン (Edmund Beecher Wilson)、エドウィン・コンクリン (Edwin Concklin)、テオドール・ボヴェリらの仕事について学んだ後、ウイーン科学アカデミー生物学研究所 (Biological Research Institute of the Academy of Sciences in Vienna) の所長であったハンス・プリブラム (Hans Pribram) の指導の下で1922年に博士論文を完成させた。なお、研究のテーマは、光と重力による蝶の反応であった。
博士論文を完成後、ワイスはヨーロッパ中を旅した後に、ウイーン科学アカデミー生物学研究所のスタッフとなった。1926年にはマリア・ヘレン・ブラシュカ (Maria Helen Blaschka) と結婚した。
ワイスのイモリの四肢再生の研究では、イモリは足を付け根から切断した場合ですら足先まで完全に復元できることを示した。細胞の分化、移植、手足における神経接合の再形成の研究実験にはイモリやカエルを用いた。これらの研究は、神経生物学や形態形成に関して考察するために実施した。彼は "natural experiment" のアイデア、すなわち“自然からの示唆に富む例の探求”を実験に取り入れ、そしてこれはワイスのお気に入りの教材となった。
1930年、フランクフルト大学で得る予定であったポストが不況によりなくなったため、アメリカ合衆国へ移住した。1931年には、しばらくの間細胞培養に関する技術を学んだ後、ロス・グランビル・ハリソン (Ross Granville Harrison) との仕事でイェール大学のSterling fellowshipを得た。また、1933年から1954年にかけては、イェール大学で短期間勤務を行うとともに、シカゴ大学で教鞭を執った。シカゴ大学では動物学の講義を行い、1942年から1954年にかけては教授の地位にあった。1941年には、後にノーベル生理学・医学賞を受賞するロジャー・スペリーの研究指導を行っている。さらに、アメリカ市民権を1939年に取得し、同年にPrinciples of Development（発達の原理）を出版した。
組織培養の仕事においてワイスは、細胞増殖のいくつかの特徴を概説した。具体的には、下層組織や移植した組織片が、どのように細胞パターンへ影響を与えるかを提示した。これは、高等脊椎動物は反射神経を "retrain"（鍛え直し）することが可能であるが、組織における協応の基本的な神経回路パターンは、学習よりもむしろ自律分化に影響を受ける点を証明したことによるものであった。
第二次世界大戦の間、ワイスはアメリカ政府に協力し、全米研究評議会の末梢神経損傷会議 (Conference on Peripheral Nerve Injuries of the National Research Council) のメンバーとなり、また、戦陣外科の主要な問題である神経損傷の治療法に関連した研究を行い、1947年には全米科学アカデミーの会員に選出された。1954年には、ニューヨーク州のロックフェラー医学研究所がロックフェラー大学へと改組される計画に惹かれ、同大学における最初の教授の一人となり、その後15年間勤務した。1979年、ワイスはジミー・カーター大統領からアメリカ国家科学賞を授与された。
1989年9月8日にニューヨークのホワイト・プレインズで死去。91歳であった。

## ポール・ワイスの思考実験
1961年、ワイスは著作において、『発生過程のニワトリの胎児を管に入れて完全にホモジナイズすると、バラバラに破砕されたニワトリ胎児由来の液体が得られるが、ホモジナイズの前後で一体何が失われたのか』という思考実験を提示した。
これは、図で表すと以下のようになる。

ポール・ワイスの思考実験
ヒヨコ（ニワトリの胎児）を
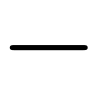
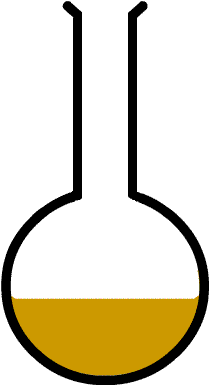
完全に粉砕すると
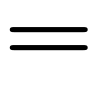
何が失われるのか

当思考実験の論点は、ホモジナイズの前後では明確に何かが失われているにも拘らず、物質的には何も失われていない点にある。この点についてワイスは、ホモジナイズにより失われたものは生物学的組織 (Biological organization) と定義している。また、生物学的組織が失われたことにより生物学的機能も失われていることから、この両者は生物において不可分であることが明示されている。
このことから、ポール・ワイスの思考実験は細胞生物学における還元主義の限界を提示したものの1つであると言われている。